# Miriam Quiambao

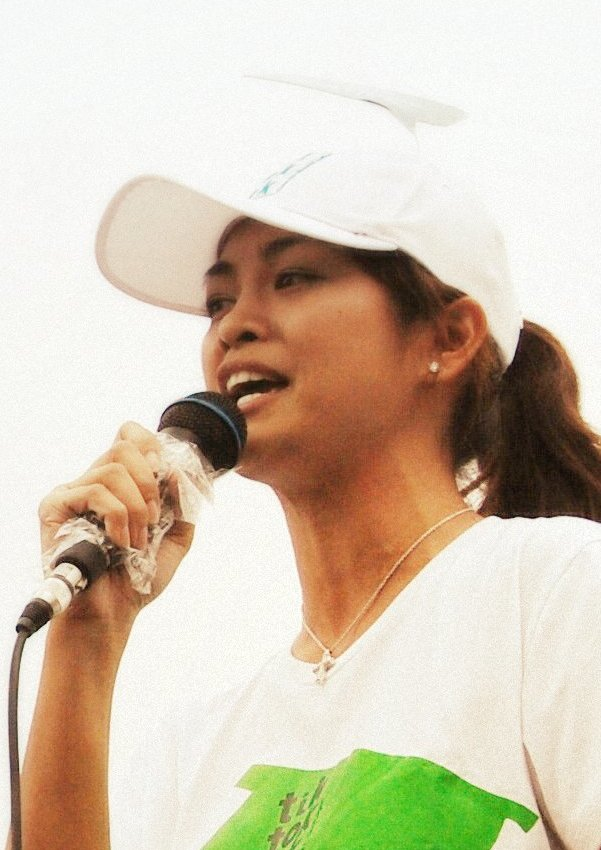
Miriam Quiambao (2009)

Miriam Quiambao (Quezon City, 20 mei 1975) is een Filipijns actrice, model en presentatrice. Quiambao was in 1999 tweede bij de Miss Universe-verkiezing.

## Biografie
Miriam Quiambao werd geboren op 20 mei 1975 in Quezon City in Metro Manilla. Haar ouders waren Medgardo Quiambao en Magdalena Redito. Ze studeerde fysiotherapie aan de University of Santo Tomas. Nadien voltooide ze nog een opleiding fysiotherapie in Indiana in de Verenigde Staten. Na haar studie werkte ze als fysiotherapeut in St. Luke’s Hospital
In 1999 deed Quiambao mee aan Binibining Pilipinas, de nationale missverkiezing van de Filipijnen. Ze eindigde in eerste instantie op een tweede plek. Nadat winnaar Janelle Bautista zich moest terugtrekken, mocht Quiambao de Filipijnen vertegenwoordigen op de Miss Universe-verkiezing van 1999 in Trinidad en Tobago. Daar eindigde ze later dat jaar, ondanks een uitglijder, op de tweede plek na de winnares uit Botswana Mpule Kwelagobe.
Na de Miss-Universe verkiezingen werkte Quiambao als actrice en presentatrice voor GMA Network. Ook speelde ze rollen in diverse Filipijnse films. Voor haar rol in Kimmy Dora: Kambal sa kiyeme werd ze onderscheiden met een Famas Award voor beste bijrol en een Gawad Urian Award voor beste bijrol. Daarnaast werkte ze ook als model in diverse commercials. 
Quiambao trouwde in 2014 met de Ardy Roberto. Samen kregen ze twee kinderen.